# Volvo FE

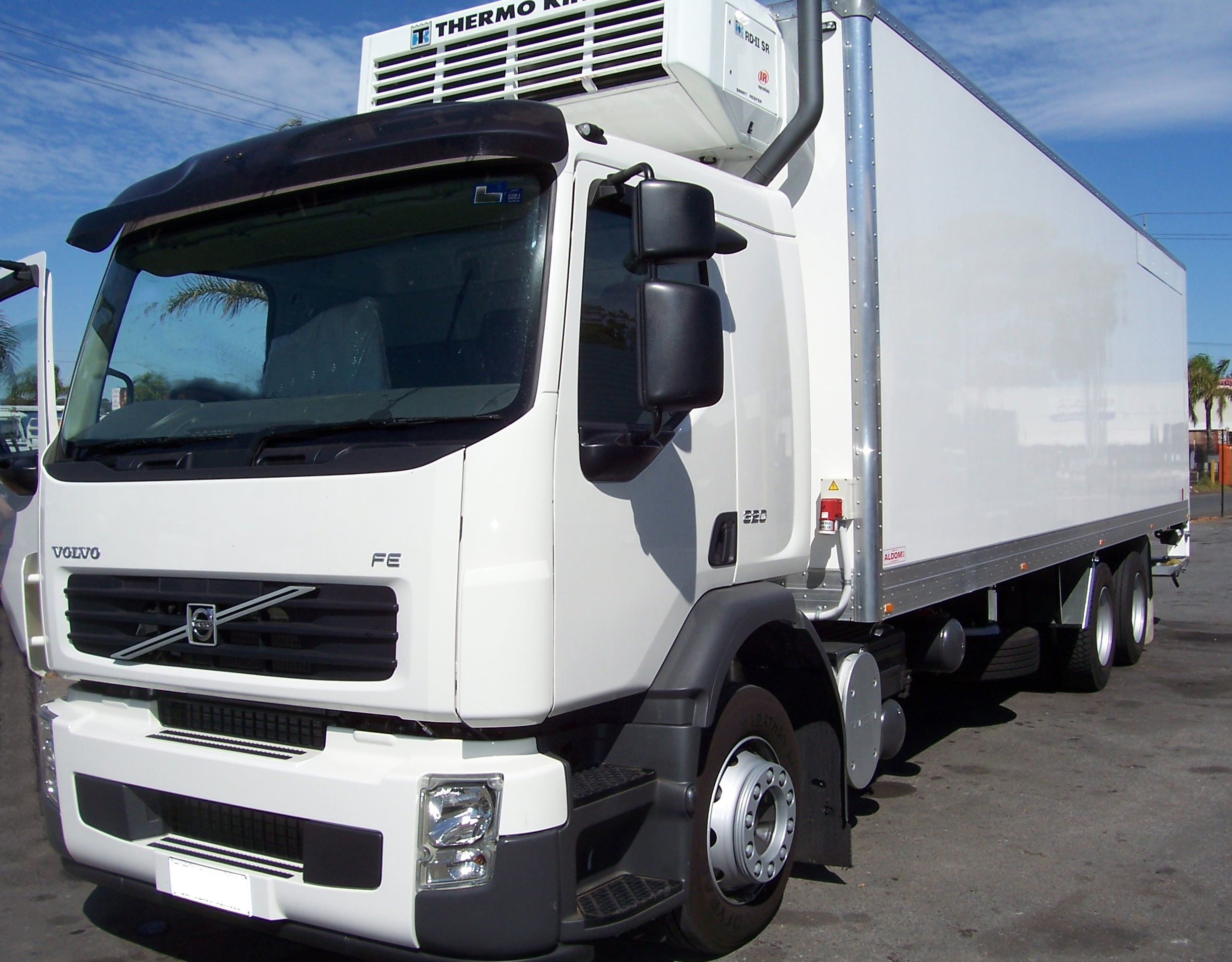
Volvo FE 320 medium 6x4 vrachtwagen

De Volvo FE is een vrachtwagen type van het merk Volvo.
FE is een licht type van Volvo en richt zich vooral op het distributievervoer en het lichte bouwvervoer. Hij is eigenlijk ontworpen om het gat tussen de FL en de FM op te vullen. Het model is leverbaar met drie verschillende soorten cabines, en heeft een maximaal gewicht tussen 18 en 26 ton. Hij heeft een 7,2 liter motor van 240 tot 340 pk. Hij is verkrijgbaar als trekker of bakwagen.